# 2. HOL za muškarce 1998./99.
Druga hrvatska odbojkaška liga je predstavljala drugi rang natjecanja hrvatskog odbojkaškog prvenstva u sezoni 1998./99. Sudjelovalo je ukupno 18 klubova raspoređenih u tri skupine - Istok, Centar i Jug.

## Ljestvice

### Centar
| mj. | klub                      | ut. | pob. | por. | set+ | set- | bod |
| --- | ------------------------- | --- | ---- | ---- | ---- | ---- | --- |
| 1.  | Čakovec (Čakovec)         | 14  | 14   | 0    | 42   | 2    | 28  |
| 2.  | Industrogradnja (Zagreb)  | 14  | 10   | 4    | 32   | 21   | 24  |
| 3.  | Medicinar (Zagreb)        | 14  | 8    | 6    | 28   | 24   | 22  |
| 4.  | Mladost II (Zagreb)       | 14  | 7    | 7    | 24   | 25   | 21  |
| 5.  | Rovinj (Rovinj)           | 14  | 6    | 8    | 23   | 25   | 20  |
| 6.  | Trnje (Zagreb)            | 14  | 6    | 8    | 27   | 30   | 19  |
| 7.  | Črečan (Macinec - Črečan) | 14  | 4    | 10   | 18   | 35   | 18  |
| 8.  | Margo Grupa               | 14  | 1    | 13   | 9    | 41   | 15  |

### Istok
| mj. | klub                         | ut. | pob. | por. | set+ | set- | bod |
| --- | ---------------------------- | --- | ---- | ---- | ---- | ---- | --- |
| 1.  | Osijek (Osijek)              | 8   | 8    | 0    | 24   | 0    | 16  |
| 2.  | Varaždin II (Varaždin)       | 8   | 6    | 2    | 18   | 8    | 14  |
| 3.  | Valpovo (Valpovo)            | 8   | 4    | 4    | 13   | 14   | 12  |
| 4.  | Pauk Domaljevac II (Županja) | 8   | 2    | 6    | 8    | 19   | 10  |
| 5.  | Đakovo (Đakovo)              | 8   | 0    | 8    | 2    | 24   | 8   |

### Jug
| mj. | klub                       | ut. | pob. | por. | set+ | set- | bod |
| --- | -------------------------- | --- | ---- | ---- | ---- | ---- | --- |
| 1.  | Domagoj (Opuzen)           | 8   | 6    | 2    | 20   | 10   | 14  |
| 2.  | Šibenik (Šibenik)          | 8   | 6    | 2    | 21   | 11   | 14  |
| 3.  | Goran (Bibinje)            | 8   | 4    | 4    | 17   | 16   | 11  |
| 4.  | Mladost II (Kaštel Lukšić) | 8   | 2    | 6    | 8    | 19   | 10  |
| 5.  | Marjan (Split)             | 8   | 2    | 6    | 8    | 18   | 4   |

### Kvalifikacije za 1. ligu
| mj. | klub                     | ut. | pob. | por. | set+ | set- | bod |
| --- | ------------------------ | --- | ---- | ---- | ---- | ---- | --- |
| 1.  | Osijek (Osijek)          | 4   | 3    | 1    | 9    | 3    | 7   |
| 2.  | Čakovec (Čakovec)        | 4   | 3    | 1    | 9    | 3    | 7   |
| 3.  | Industrogradnja (Zagreb) | 4   | 0    | 4    | 0    | 12   | 4   |